# Brayden Schenn
Brayden Schenn (* 22. srpen 1991 Lloydminster, Saskatchewan, Kanada) je kanadský profesionální hokejista, který nastupuje v NHL za klub St. Louis Blues.

## Reprezentace
Reprezentoval v mládežnických kategoriích. Za kanadský tým do 18 let hrál na mistrovství světa 2008 v Rusku (zlato) a ve stejném roce i na Memoriálu Ivana Hlinky (zlato). V dresu reprezentace do 20 let hrál dvakrát na juniorském mistrovství světa – 2010 v Kanadě a 2011 v USA (v obou případech stříbro). Jeho 18 kanadských bodů z roku 2011 je kanadským rekordem v rámci jednoho mistrovství, navíc byl zvolen do All star týmu turnaje a vyhlášen nejužitečnějším hráčem i nejlepším útočníkem.
Byl účastníkem na mistrovství světa 2014 v Bělorusku, 2015 v Česku (zlato), a 2017 ve Francii a Německu (stříbro).

### Reprezentační statistiky
| 2008 | Kanada 18 | MS 18 | 7  | 1 | 2  | 3  | 10 |
| 2010 | Kanada 20 | MS 20 | 6  | 2 | 6  | 8  | 4  |
| 2011 | Kanada 20 | MS 20 | 7  | 8 | 10 | 18 | 0  |
| 2014 | Kanada    | MS    | 8  | 3 | 1  | 4  | 0  |
| 2015 | Kanada    | MS    | 2  | 1 | 0  | 1  | 0  |
| 2017 | Kanada    | MS    | 10 | 1 | 0  | 1  | 2  |

## Kariéra
Do roku 2007 hrál dorosteneckou ligu v klubu Saskatoon Contacts, než zamířil do celku juniorské Western Hockey League Brandon Wheat Kings. V dresu tohoto týmu zažil dobrou nováčkovskou sezonu 2007/08 a v té další své výkony potvrdil, což se odrazilo i ve vstupním draftu NHL, kde si jej již na celkové 5. pozici vybral klub Los Angeles Kings. V sezoně 2009/10 působil jako kapitán Brandonu a na jedno utkání se objevil i za Los Angeles – 26. listopadu 2010 si odbyl premiéru v NHL na ledě Vancouver Canucks.
Ročník 2010/11 rozdělil mezi tři soutěže. Sezonu začal v Los Angeles, kde odehrál v říjnu osm utkání. Vedení jej po nich odeslalo na farmu do American Hockey League, v dresu Manchester Monarchs sehrál sedm zápasů. Pak se rozhodl pro návrat do WHL, Brandon jej po dvou utkáních vyměnil do Saskatoon Blades. Po vyřazení Saskatoonu v play off ještě posílil ve vyřazovacích bojích AHL Manchester.
V létě 2011 se stal součástí výměny mezi Los Angeles Kings a Philadelphií Flyers. V sezoně 2011/12 se prosadil do mužstva Flyers, v úvodu sezony hrál i za záložní celek Adirondack Phantoms v AHL. V jeho dresu strávil i začátek sezony 2012/13, protože v NHL probíhala výluka.
V létě 2016 podepsal s Flyers čtyřletou smlouvu, která mu zaručuje příjem 20,5 milionů dolarů (dohromady za všechny ročníky). V létě 2017 byl ale vyměněn do St. Louis Blues.

## Individuální trofeje a úspěchy

### Western Hockey League
- Jim Piggott Memorial Trophy (nejlepší nováček) – 2007/08
- První All Stars team Východu – 2009/10
- Druhý All Stars team Východu – 2008/09, 2009/10

### Mezinárodní
- All Star tým, nejproduktivnější hráč, nejlepší útočník a nejužitečnější hráč MS 20 – vše 2011

## Klubové statistiky
- Debut v NHL – 26. listopadu 2009 (Vancouver Canucks – LOS ANGELES KINGS)
- První gól v NHL – 2. ledna 2012 (PHILADELPHIA FLYERS – New York Rangers)
- První bod v NHL – 21. října 2010 (Phoenix Coyotes – LOS ANGELES KINGS)

| Sezona     | Klub                | Soutěž     | Základní část | Základní část | Základní část | Základní část | Základní část | Play off | Play off | Play off | Play off | Play off |
| Sezona     | Klub                | Soutěž     | Z             | G             | A             | B             | TM            | Z        | G        | A        | B        | TM       |
| ---------- | ------------------- | ---------- | ------------- | ------------- | ------------- | ------------- | ------------- | -------- | -------- | -------- | -------- | -------- |
| 2006/07    | Saskatoon Contacts  | SMHL       | 41            | 27            | 43            | 70            | 63            | —        | —        | —        | —        | —        |
| 2007/08    | Brandon Wheat Kings | WHL        | 66            | 28            | 43            | 71            | 48            | 6        | 2        | 1        | 3        | 14       |
| 2008/09    | Brandon Wheat Kings | WHL        | 70            | 32            | 56            | 88            | 82            | 12       | 8        | 10       | 18       | 12       |
| 2009/10    | Los Angeles Kings   | NHL        | 1             | 0             | 0             | 0             | 0             | —        | —        | —        | —        | —        |
|            | Brandon Wheat Kings | WHL        | 59            | 34            | 65            | 99            | 55            | 15       | 8        | 11       | 19       | 2        |
| 2010/11    | Los Angeles Kings   | NHL        | 8             | 0             | 2             | 2             | 0             | —        | —        | —        | —        | —        |
|            | Manchester Monarchs | AHL        | 7             | 3             | 4             | 7             | 4             | 5        | 1        | 3        | 4        | 0        |
|            | Brandon Wheat Kings | WHL        | 2             | 1             | 3             | 4             | 2             | —        | —        | —        | —        | —        |
|            | Saskatoon Blades    | WHL        | 27            | 21            | 32            | 53            | 23            | 10       | 6        | 5        | 11       | 14       |
| 2011/12    | Philadelphia Flyers | NHL        | 54            | 12            | 6             | 18            | 34            | 11       | 3        | 6        | 9        | 8        |
|            | Adirondack Phantoms | AHL        | 7             | 6             | 5             | 11            | 4             | —        | —        | —        | —        | —        |
| 2012/13    | Philadelphia Flyers | NHL        | 47            | 8             | 18            | 26            | 24            | —        | —        | —        | —        | —        |
|            | Adirondack Phantoms | AHL        | 33            | 13            | 20            | 33            | 24            | —        | —        | —        | —        | —        |
| 2013/14    | Philadelphia Flyers | NHL        | 82            | 20            | 21            | 41            | 54            | 7        | 0        | 3        | 3        | 8        |
| 2014/15    | Philadelphia Flyers | NHL        | 82            | 18            | 29            | 47            | 34            | —        | —        | —        | —        | —        |
| 2015/16    | Philadelphia Flyers | NHL        | 80            | 26            | 33            | 59            | 33            | 6        | 0        | 2        | 2        | 7        |
| 2016/17    | Philadelphia Flyers | NHL        | 79            | 25            | 30            | 55            | 38            | —        | —        | —        | —        | —        |
| 2017/18    | St. Louis Blues     | NHL        | 82            | 28            | 42            | 70            | 56            | —        | —        | —        | —        | —        |
| 2018/19    | St. Louis Blues     | NHL        | 72            | 17            | 37            | 54            | 40            | 26       | 5        | 7        | 12       | 14       |
| 2019/20    | St. Louis Blues     | NHL        | 71            | 25            | 33            | 58            | 44            | 9        | 2        | 3        | 5        | 6        |
| 2020/21    | St. Louis Blues     | NHL        | 56            | 16            | 20            | 36            | 35            | 4        | 1        | 0        | 1        | 9        |
| 2021/22    | St. Louis Blues     | NHL        | 62            | 24            | 34            | 58            | 33            | 12       | 0        | 8        | 8        | 14       |
| 2022/23    | St. Louis Blues     | NHL        | 82            | 21            | 44            | 65            | 50            | —        | —        | —        | —        | —        |
| 2023/24    | St. Louis Blues     | NHL        |               |               |               |               |               |          |          |          |          |          |
| NHL celkem | NHL celkem          | NHL celkem | 858           | 240           | 349           | 589           | 475           | 75       | 11       | 29       | 40       | 66       |

## Zajímavost
Starší bratr Luke byl spoluhráčem v klubu Philadelphia Flyers. Momentálně působí v Syracuse Crunch v AHL.
| Výběr v prvních kolech vstupního draftu NHL týmem Los Angeles Kings | Výběr v prvních kolech vstupního draftu NHL týmem Los Angeles Kings | Výběr v prvních kolech vstupního draftu NHL týmem Los Angeles Kings |
| ------------------------------------------------------------------- | ------------------------------------------------------------------- | ------------------------------------------------------------------- |
| Předchůdce: Colten Teubert                                          | Vstupní draft NHL 2009 Brayden Schenn                               | Nástupce: Derek Forbort                                             |

| Nejužitečnější hráč mistrovství světa juniorů | Nejužitečnější hráč mistrovství světa juniorů | Nejužitečnější hráč mistrovství světa juniorů |
| --------------------------------------------- | --------------------------------------------- | --------------------------------------------- |
| Předchůdce: Jordan Eberle                     | MSJ 2011 Brayden Schenn                       | Nástupce: Jevgenij Kuzněcov                   |